# Bouria
Ne doit pas être confondu avec Boura (Yako).
Bouria est une commune rurale située dans le département de Yako de la province du Passoré dans la région Nord au Burkina Faso.

## Géographie
Bouria se trouve à 23 km au sud-est du centre de Yako, le chef-lieu de la province, et à 7 km au sud-ouest de Douré et de la route nationale 2 reliant le centre au nord du pays.

## Santé et éducation
Bouria accueille un centre de santé et de promotion sociale (CSPS) et, depuis 2019, un dépôt de médicaments essentiels génériques (MEG) tandis que le centre médical avec antenne chirurgicale (CMA) de la province se trouve à Yako.